# Мора (растение)
Мо́ра (лат. Rubus glaucus) — вид крупных плодовых кустарников из рода Рубус (Малина) семейства Розовые.

## Распространение
Родина моры — предгорья Анд. Она встречается в диком виде от Перу до Мексики. Культивируется как садовое растение в Центральной и Южной Америке. Особенно много её выращивают в Колумбии и Эквадоре.